# エンテベ空港の7日間
『エンテベ空港の7日間』（エンテベくうこうのなのかかん、Entebbe / 7 Days in Entebbe）は、2018年のイギリス・アメリカ合衆国のスリラー映画。
監督はジョゼ・パジーリャ、出演はダニエル・ブリュールとロザムンド・パイクなど。
1976年にウガンダのエンテベ国際空港で起きたエンテベ空港奇襲作戦の映画化。
2018年2月に開催された第68回ベルリン国際映画祭で初上映された。

## ストーリー
西ドイツの革命細胞に所属する2人のテロリスト、ヴィルフリートとブリギッテは、パレスチナの組織とともにイスラエル人が多く乗るエールフランス139便をハイジャックし、ウガンダのエンテベ国際空港に着陸させる。緊迫状態の中、ヴィルフリートは人質と心を通わせるが、仲間であり親友を失っていたブリギッテは、使命感から非情な言動を繰り返す。
一方、イスラエル軍は空港より人質を救出する計画を着々と進めていた。

## キャスト
- ヴィルフリート・ボーゼ（ドイツ語版）: ダニエル・ブリュール - 西ドイツのテロリスト。ハイジャック犯。
- ブリギッテ・キュールマン（ドイツ語版）: ロザムンド・パイク - 西ドイツのテロリスト。ハイジャック犯。
- シモン・ペレス: エディ・マーサン - イスラエル国防相。
- イツハク・ラビン: リオル・アシュケナージ（英語版） - イスラエル首相。
- ジャック・ル・モワンヌ: ドゥニ・メノーシェ - エールフランス139便の航空機関士。人質。
- ゼーヴ・ヒルシュ: ベン・シュネッツァー - イスラエル軍の兵士。
- フアン・パブロ :フアン・パブロ・ラバ（英語版） - ブリギッテの恋人。
- ヨナタン・ネタニヤフ: エンジェル・ボナンニ（ヘブライ語版） - イスラエル軍の指揮官。
- イディ・アミン: ノンソー・アノジー - ウガンダ大統領。

## 製作
イスラエル首相ベンヤミン・ネタニヤフの兄でエンテベ空港奇襲作戦で殉職したヨナタン・ネタニヤフは、過去の映像化作品において英雄として描かれていたが、本作では作戦の早い段階で亡くなっており、扱いが小さくなっている。
この描き方についてジョゼ・パジーリャ監督は記者会見において同作戦に実際に関わった多くの人々に対するインタビューに基づいていると語っている。
また、本作の脚本は歴史家ソウル・デヴィッドの著書『Operation Thunderbolt: Flight 139 and the Raid on Entebbe Airport』を参考にしている。
マルタ国際空港での撮影中、実際のハイジャック事件が発生したため撮影が一時的に中断された。

## 作品の評価
Rotten Tomatoesによれば、批評家の一致した見解は「『エンテベ空港の7日間』には語るべき価値のあるストーリーがあるが、実際に起きた興味深い出来事を退屈なドラマにしてしまったことで最も注目すべき要素を見失っている。」であり、118件の評論のうち高評価は24%にあたる28件のみで、平均点は10点満点中4.9点となっている。
Metacriticによれば、29件のうち高評価は6件、賛否混在は21件、低評価は2件、平均点は100点満点中49点となっている。